# Dacnusa bakurianensis
Dacnusa bakurianensis är en stekelart som beskrevs av Gannota och Vladimir Ivanovich Tobias 1994. Dacnusa bakurianensis ingår i släktet Dacnusa och familjen bracksteklar. Inga underarter finns listade i Catalogue of Life.